# Similosodus chinensis
Similosodus chinensis là một loài bọ cánh cứng trong họ Cerambycidae.